# Haywood County (North Carolina)
Haywood County ist ein County im Bundesstaat North Carolina der Vereinigten Staaten. Im Jahr 2000 hatte das County 54.033 Einwohner und eine Bevölkerungsdichte von 38 Einwohnern pro Quadratkilometer. Der Verwaltungssitz (County Seat) ist Waynesville, das nach General Anthony Wayne benannt wurde.

## Geographie
Das County liegt im Westen von North Carolina, grenzt im Norden an Tennessee, ist im Süden etwa 40 km von Georgia und South Carolina entfernt und hat eine Fläche von 1436 Quadratkilometern, wovon 2 Quadratkilometer Wasserfläche sind. Es grenzt im Uhrzeigersinn an folgende Countys: Madison County, Buncombe County, Transylvania County, Jackson County und Swain County.
Haywood County ist in 15 Townships aufgeteilt: Beaverdam, Bethel, Cataloochee (im Cataloochee Valley), Cecil, Clyde, Crabtree, Cruso, East Fork, Fines Creek, Iron Duff, Ivy Hill, Jonathan Creek, Pigeon, Waynesville und White Oak.

## Geschichte
Haywood County wurde am 15. Dezember 1808 aus Teilen des Buncombe County gebildet. Benannt wurde es nach John Haywood, einem US-Politiker und Finanzminister.
24 Bauwerke und Stätten des Countys sind insgesamt im National Register of Historic Places eingetragen (Stand 3. März 2018).

## Demografische Daten
Nach der Volkszählung im Jahr 2000 lebten im Haywood County 54.033 Menschen. Davon wohnten 961 Personen in Sammelunterkünften, die anderen Einwohner lebten in 23.100 Haushalten und 16.054 Familien. Die Bevölkerungsdichte betrug 38 Einwohner pro Quadratkilometer. Ethnisch betrachtet setzte sich die Bevölkerung zusammen aus 96,85 Prozent Weißen, 1,27 Prozent Afroamerikanern, 0,49 Prozent Indianern, 0,21 Prozent Asiatischen Amerikanern, 0,04 Prozent Pazifischen Insulanern und 0,44 Prozent aus anderen ethnischen Gruppen; 0,71 Prozent stammten von zwei oder mehr Ethnien ab. 1,41 Prozent der Bevölkerung waren Hispanics oder Latinos.
Von den 23.100 Haushalten hatten 26,2 Prozent Kinder unter 18 Jahren, die bei ihnen lebten. 56,7 Prozent davon waren verheiratete, zusammenlebende Paare, 9,5 Prozent waren allein erziehende Mütter und 30,5 Prozent waren keine Familien. 26,7 Prozent waren Singlehaushalte und in 12,3 Prozent lebten Menschen mit 65 Jahren oder älter. Die Durchschnittshaushaltsgröße betrug 2,30 und die durchschnittliche Familiengröße war 2,76 Personen.
20,8 Prozent der Bevölkerung waren unter 18 Jahre alt. 6,2 Prozent zwischen 18 und 24 Jahre, 26,9 Prozent zwischen 25 und 44 Jahre, 27,1 Prozent zwischen 45 und 64, und 19,0 Prozent waren 65 Jahre alt oder älter. Das Durchschnittsalter betrug 42 Jahre. Auf alle weibliche Personen kamen 92,0 männliche Personen. Auf alle Frauen im Alter ab 18 Jahren kamen 88,7 Männer.
Das jährliche Durchschnittseinkommen eines Haushalts betrug 33.922 US-$ und das jährliche Durchschnittseinkommen einer Familie betrug 40.438 $. Männer hatten ein durchschnittliches Einkommen von 30.731 $, Frauen 21.750 $. Das Prokopfeinkommen betrug 18.554 $. 11,5 Prozent der Bevölkerung und 8,1 Prozent der Familien lebten unterhalb der Armutsgrenze. 17,4 Prozent von ihnen sind Kinder und Jugendliche unter 18 Jahre und 10,3 Prozent sind 65 Jahre oder älter.